# Mocne uderzenie (film 1998)
Mocne uderzenie (tytuł oryg. The Big Hit) – film fabularny (komedia sensacyjna) produkcji amerykańskiej z 1998 roku, wyreżyserowany przez Kirka Wonga. W rolach głównych wystąpili modele Calvina Kleina: Mark Wahlberg i Antonio Sabato Jr.
Film kręcono w Hamilton i Pickering w kanadyjskiej prowincji Ontario. Film odniósł sukces finansowy, 26 kwietnia 1998 roku uplasował się na szczycie amerykańskiego notowania Box office'u.

## Zarys fabularny
Czterech zawodowych morderców porywa dla okupu córkę chrzestną mafijnego bossa (Brooks). Rozpętuje się prawdziwe piekło. Lider grupy, Mel (Wahlberg), znajduje się w sytuacji bez wyjścia, a porachunki przestępczego półświatka i absurdy życia rodzinnego składają się na weekend, którego długo nikt nie zapomni. Gdy jeden z porywaczy wypowiada szefowi posłuszeństwo, ten postanawia zlikwidować zbuntowanych podwładnych.

## Obsada
- Mark Wahlberg jako Melvin Smiley
- Lou Diamond Phillips jako Cisco
- Antonio Sabato Jr. jako Vince
- Avery Brooks jako Paris
- Bokeem Woodbine jako Crunch
- Christina Applegate jako Pam Shulman
- China Chow jako Keiko Nishi
- Robin Dunne jako Gump
- Lainie Kazan jako Jeanne Shulman
- Elliott Gould jako Morton Shulman